# Barbara Pacher von Theinburg
Barbara Pacher von Theinburg (geborene Barbara Maria Franzina Freiin von Gagern; * 11. Juli 1855 in Hanau; † 5. März 1925 in Wien) war eine deutsch-österreichische Frauenrechtlerin.

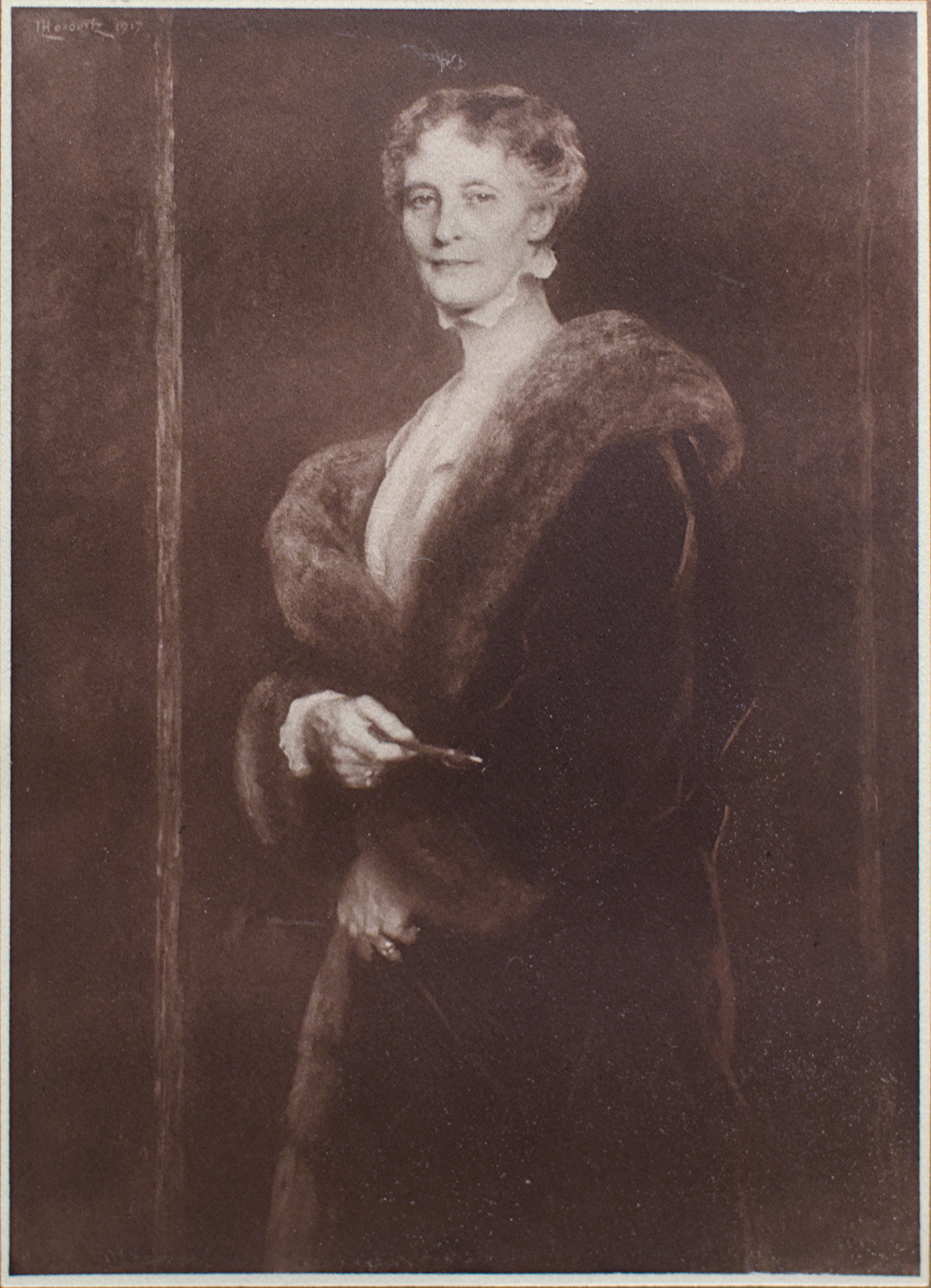
Barbara Pacher von Theinburg by Leopold Horowitz

## Leben
Barbara Pacher von Theinburg entstammt dem Adelsgeschlecht von Gagern, ihr Vater war der deutsch-österreichische Politiker und Diplomat Maximilian von Gagern. Sie heiratete den österreichischen Industriellen Gustav Pacher von Theinburg.
Von 1909 bis 1922 war sie Präsidentin des Wiener Frauen-Erwerb-Vereins.